# Pardosa concolorata
Pardosa concolorata este o specie de păianjeni din genul Pardosa, familia Lycosidae. A fost descrisă pentru prima dată de Roewer, 1951. Conform Catalogue of Life specia Pardosa concolorata nu are subspecii cunoscute.